# David E. Kuhl

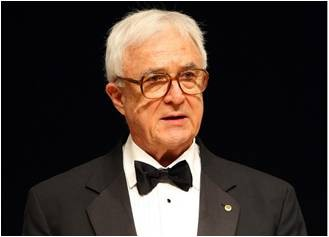
David E. Kuhl vào năm 2009

David Edmund Kuhl (sinh ngày 27.10.1929 tại St. Louis, Missouri, Hoa Kỳ, từ trần ngày 28.5.2017 tại Ann Arbor, Michigan)) là nhà khoa học người Mỹ chuyên nghiên cứu Y học hạt nhân.
Ông nổi tiếng về công trình nghiên cứu tiên phong trong kỹ thuật Chụp tia X lớp bằng phát xạ positron (positron emission tomography). Ông đã làm trưởng phân khoa Y học hạt nhân tại Đại học Michigan trong 20 năm và nghỉ hưu từ tháng 6 năm 2011.

## Học vấn và Sự nghiệp
Ông đậu bằng tiến sĩ Y khoa từ Đại học Pennsylvania vào năm 1955 và sau đó hoàn tất việc làm bác sĩ nội trú tại Bệnh viện Đại học Pennsylvania vào năm 1962. Trong thời gian ở Pennsylvania, ông đã phát triển một phương pháp chụp ảnh cắt lớp mới và chế tạo một số dụng cụ chụp cắt lớp. Những kỹ thuật chụp ảnh cắt lớp mà ông đã phát minh được phát triển hơn nữa vào thập niên 1970 và bây giờ được gọi là chụp cắt lớp phát xạ positron hoặc PET.
Ông gia nhập phân khoa Y học của Đại học Michigan vào năm 1986 và nghiên cứu để phát triển việc áp dụng phân hình chuyển hóa FDG trong não người. Trong thời gian ông làm Trưởng phòng Y học hạt nhân và Giám đốc Trung tâm Chụp cắt lớp phát xạ Positron, Đại học Michigan đã trở thành một trong những tổ chức đầu tiên của Hoa Kỳ cung cấp dịch vụ chẩn đoán PET lâm sàng.
Những khám phá và áp dụng lâm sàng của ông đã giúp dẫn đến việc sử dụng PET lâm sàng thường xuyên trong thần kinh học, tim mạch và ung thư ở Mỹ và trên toàn thế giới.

## Giải thưởng và Vinh dự
- 1976 Nuclear Pioneer[2] (giải thưởng của Hội Y học hạt nhân Hoa Kỳ)
- 1981 Giải Ernst-Jung
- 2001 Giải Kettering
- 2009 Giải Nhật Bản[3]